# Cirrus spissatus

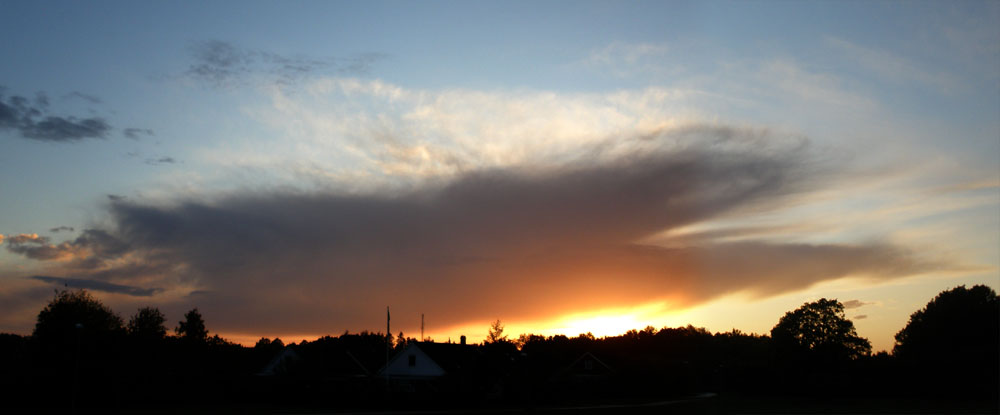
Cirrus spissatus (Ci spi)

Cirrus spissatus (Ci spi) (łac. zgęszczać, zagęszczać) zwany zwyczajowo Cirrus fałszywy – gatunek chmur Cirrus na tyle gęstych optycznie, że mają wygląd szarawy, gdy są obserwowane w kierunku Słońca. Chmura ta jest nieco niższa od typowego cirrusa i od niego gęstsza. Pochodzi często z kowadła chmury burzowej.